# 불의 딸들

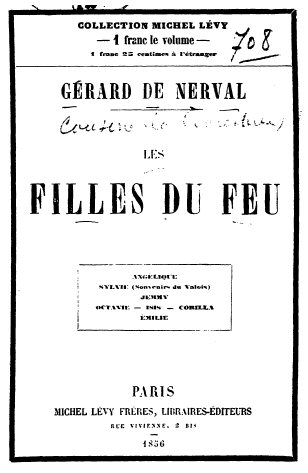

불의 딸들은 제라르 드 네르발의 작품이다.
제라르 드 네르발은 죽기 4년 전부터 기존 발표작을 모아 몇 권의 책으로 엮고자 서둘렀다. 두 번째 정신병을 겪고 나서 죽음이 가까웠음을 감지했던 것으로 보인다. 이 시기에 나온 여러 단행본 중 하나가 ≪불의 딸들≫(1854)이다.
이 작품에는 ＜알렉상드르 뒤마에게＞, ＜앙젤리크＞, ＜실비, 발루아의 추억＞과 그 부록으로 붙어 있는 ＜발루아 지방의 민요와 전설＞, ＜제미＞, ＜옥타비＞, ＜이시스＞, ＜코리야＞, ＜에밀리＞, ＜몽상의 시＞ 등 10개의 작품이 수록되어 있다.
≪불의 딸들≫에는 ‘중편소설’이란 부제가 붙어 있다. 그러나 이 작품집에는 ＜앙젤리크＞와 같은 서간체 탐방기가 있는가 하면, ＜코리야＞와 같은 대화체의 드라마와 12편의 소네로 이루어진 ＜몽상의 시＞도 포함되어 있다. ＜이시스＞는 독일 고고학자의 연구서를 네르발 자신의 취향대로 개작하여 이시스 여신의 제례와 상징성에 초점을 맞추어 재편한 작품이다. ＜제미＞는 오스트리아 작가 찰스 실즈필드의 중편소설을 번안한 것이다. 그리고 ＜에밀리＞는 1839년 ≪르 메사제≫에 ＜빗슈 요새, 프랑스 대혁명의 추억＞이라는 제명으로 발표한 중편소설이다. 이 작품은 이름 없는 작가 오귀스트 마케와 합작한 작품으로 네르발이 아이디어를 제공한 것 이외에는 역할이 거의 없는 것으로 추정된다. 그러므로 ＜이시스＞와 ＜제미＞, ＜에밀리＞는 순수하게 네르발의 작품이라고 볼 수는 없으나, 그렇다고 네르발의 정신적 계통을 벗어난 작품이라고 보기도 어렵다.
＜옥타비＞, ＜이시스＞, ＜코리야＞에서는 이탈리아 여행의 추억과 관련된 화산 폭발, 이교(異敎), 동방의 신비주의와 제니 콜롱에 대한 사랑 같은 주제가 연결되어 있다. 네르발은 ＜제미＞와 ＜에밀리＞라는 두 편의 중편소설을 삽입함으로써 단권으로 부피를 채우고 가장 깊은 그의 신화의 구조, 그의 꿈의 흐름을 따르고 있다. 이 불꽃은 마지막 ＜몽상의 시＞에서 연금술적 개화에 이르기까지 점증한다. 전체 구조에 문제가 있기는 하지만 이 작품은 19세기 위대한 작품 중 하나에 속한다. 그중에서도 ＜실비＞와 ＜몽상의 시＞는 최고의 작품이다. ＜앙젤리크＞에서 ＜실비＞에 이르기까지, 그리고 ＜이시스＞에서 ＜옥타비＞에 이르기까지 네르발 신화의 점증하는 발전 단계를 나타내고 있으며, ＜몽상의 시＞에서 그 결정적 단계에 다다른다.
＜몽상의 시＞에 포함된 시편들의 창작 시기는 둘로 나눌 수 있다. 1843∼1845년 사이에 창작된 작품은 동방과 이탈리아 여행 경험을 반영한 신비주의에 입문을, 1852∼1854년에 쓴 작품에서는 추억과 시인 자신의 존재 문제를 다루고 있다. 그래서 이 시편들은 시간의 극복을 위한 노력의 승리이며, 이 시적 승리의 순간은 ＜아르테미스＞에서 말하고 있는 “유일한 순간”일 것이다.
- 이준섭 역, 지만지, ISBN 979-11-304-1240-5